# Kostel svatého Alchmunda (Derby)

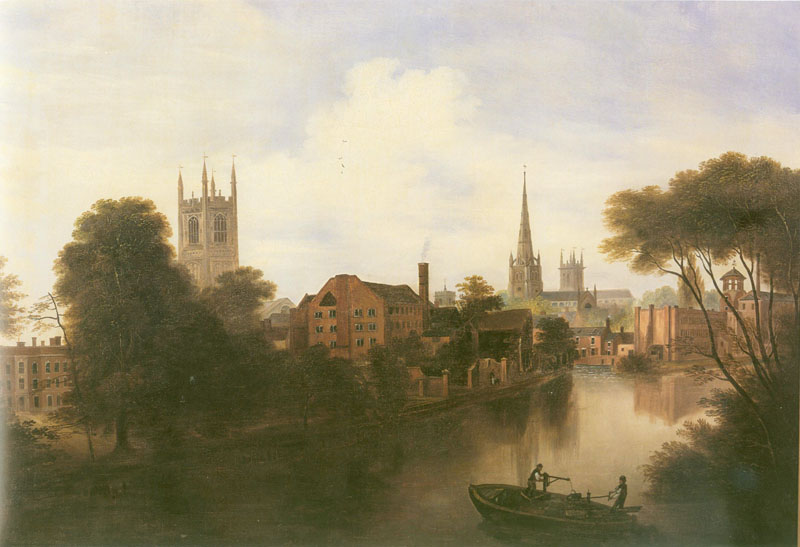
Obraz od Roberta Bradburyho, na kterém je vidět věž Kostela svatého Alchmunda.

Kostel svatého Alchmunda byl viktoriánský kostel, který stál na georgiánském náměstí mezi Bridgegate a Queen Street v anglickém městě Derby.
Byl postaven roku 1846 architektem Henrym Isaacem Stevensem za cenu 7700 liber na místě, kde stály dřívější kostely (ten nejstarší už od devátého století). Stavba však vzbudila mezi místními katolickými občany kontroverze.
Roku 1963 plánovala městská rada zlepšení dopravního ruchu v Derby. Silnice však měla vést místem kostela a přilehlého hřbitova. Došlo k nucenému prodeji a demolice kostela začala v roce 1968. Při pracích byl odkryt i původní kostel s hrobkou, která možná patřila svatému Alchmundovi a nyní je umístěna v Muzeu města Derby. Dne jsou k vidění jen drobné pozůstatky kostela.